# Конажев (Великопольське воєводство)
Конажев (пол. Konarzew, нім. Hahnau) — село в Польщі, у гміні Здуни Кротошинського повіту Великопольського воєводства.
Населення — 675 осіб (2011).
У 1975-1998 роках село належало до Каліського воєводства.

## Демографія
Демографічна структура станом на 31 березня 2011 року:
|          | Загалом | Допрацездатний вік | Працездатний вік | Постпрацездатний вік |
| -------- | ------- | ------------------ | ---------------- | -------------------- |
| Чоловіки | 336     | 74                 | 232              | 30                   |
| Жінки    | 339     | 89                 | 201              | 49                   |
| Разом    | 675     | 163                | 433              | 79                   |